# Castillo del Majo
El castillo del Majo o castillo del Mallo fue un castillo situado en el término municipal de Mosqueruela, a algunos kilómetros del núcleo urbano. Se localiza en la parte superior de un meandro encajado del río Majo, en la cima de un mallo. En la actualidad está calificado como zona arqueológica.

## Historia
De origen islámico, el castillo bloqueaba la expansión de los cristianos turolenteses hacia el este a pesar de la toma de Mosqueruela en 1187. Aunque fue cedido por Pedro II de Aragón a Gastón de Castellote en 1202 para compensarlo por dar Castellote a los templarios, es fácil que continuara en poder de los musulmanes hasta que los mismos vecinos de Mosqueruela lo tomaron en 1234. Se incorporó legalmente al término de esta villa en 1333, contra los intereses del ayuntamiento de Villafranca, que también lo pretendía.

## Descripción
Son pocos los restos que quedan del mismo y a día de hoy es principalmente un yacimiento arqueológico de época islámica. Quedan restos de las acceso para subir al castillo, empotrados en la roca. El término de este castillo corresponde a las partidas mosqueruelanas hoy llamadas La Estrella y Peñas Abajo.